# هيجان (الجوف)
هيجان هي إحدى قرى الجمهورية اليمنية. تتبع جغرافيا لمحافظة الجوف و إداريًا لمديرية خراب المراشي. يبلغ تعداد سكانها 1,884 نسمة حسب الإحصاء الذي أجري عام 2004.